# 西藏自治区人民代表大会

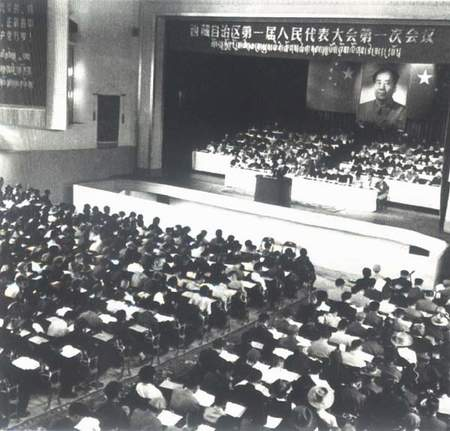
第一届第一次会议

西藏自治区人民代表大会（藏語：བོད་རང་སྐྱོང་ལྗོངས་མི་དམངས་འཐུས་མི་ཚོགས་ཆེན་།），简称西藏自治区人大，是中华人民共和国西藏自治区的地方国家权力机关。其常设机构为西藏自治区人民代表大会常务委员会。

## 组织机构
西藏自治區人民代表大会的组织系统由主席团、各专门委员会和常务委员会组成。主席团执行主席主持自治區人大会议和主席团会议。

### 主席团
西藏自治區人大会议每次举行时，选举主席若干人组成主席团，主持会议工作。主席团成员互推若干人为常务主席，主持会议日常事务。自治區人民代表大会设秘书长一人，副秘书长若干人。秘书长由主席团提名，大会通过。副秘书长由主席团决定。秘书长领导秘书处工作，负责会议事务。

### 专门委员会
专门委员会受西藏自治區人民代表大会领导；在大会闭会期间，受西藏自治區人民代表大会常务委员会领导。各专门委员会在自治區人民代表大会和省人大常委会领导下，研究、审议和拟定有关议案；对属于自治區人民代表大会和自治區人大常委会职权范围内同本委员会有关的问题，进行调查研究，提出建议。

### 常务委员会
西藏自治區人民代表大会常务委员会是西藏自治區人民代表大会的常设机关，对西藏自治區人民代表大会负责并报告工作，每两个月至少召开一次会议。

### 代表团
西藏自治區人民代表大会代表按照选举单位组成代表团。各代表团分别推选代表团团长、副团长。西藏自治區下辖各市州都设立有代表团，另有解放军、武警驻藏部队代表团。
西藏自治區第十一届人民代表大会共有8个代表团，共计439人：
- 拉薩代表團（60名）
- 日喀則代表团（85名）
- 山南代表团（46名）
- 林芝代表团（35名）
- 昌都代表团（80名）
- 那曲代表团（62名）
- 阿里代表团（26名）
- 解放军代表团（45人）